# Поплітник рудоволий
Поплі́тник рудоволий (Pheugopedius rutilus) — вид горобцеподібних птахів родини воловоочкових (Troglodytidae). Мешкає в Центральній і Південній Америці.

## Опис
Довжина птаха становить 14 см, вага 13,3-18,5 г. Верхня частина голови і верхня частина тіла яскраво-коричневі, обличчя чорне, сильно поцятковпне білими плямками, над очима білі "брови", під очима білі смуги. Хвіст сірувато-коричневий, поцяткований темно-коричневими смугами. Горло пістряве, чорно-біле, груди світло-каштанове, решта нижньої частини тіла тьмяно-каштанова, живіт білуватий. Очі світло-червонувато-карі, дзьоб чорний, біля основи сизий, лапи сірі. Виду не притаманний статевий диморфізм, молоді птахи мають менш яскраве забарвлення, обличчя і горло менш плямистя.

## Підвиди
Виділяють сім підвидів:
- P. r. hyperythrus (Salvin & Godman, 1880)[5] — тихоокеанські схили на південному заході Коста-Рики і на сході Панами;
- P. r. tobagensis Hellmayr, 1921[6] — острів Тобаго;
- P. r. rutilus (Vieillot, 1819) — Прибережний хребет на півночі Венесуели (від Сукре до Лари), острів Тринідад;
- P. r. intensus Todd, 1932[7] — крайній захід Венесуели (Тачира);
- P. r. laetus (Bangs, 1898)[8] — гірський масив Сьєрра-Невада-де-Санта-Марта на півночі Колумбії і гори Сьєрра-де-Періха на кордоні Колумбії і Венесуели;
- P. r. interior Todd, 1932 — західні схили Східного хребта Колумбійських Анд;
- P. r. hypospodius (Salvin & Godman, 1880) — східні схили Східного хребта Колумбійських Анд.

## Поширення і екологія
Рудоволі поплітники мешкають в Коста-Риці, Панамі, Колумбії, Венесуелі та на Тринідаді і Тобаго. Вони живуть у вологих рівнинних, гірських і хмарних тропічних лісах. Зустрічаються парами або невеликими зграйками, на висоті до 1900 м над рівнем моря. Живляться комахами та іншими дрібними безхребетними. Гніздо кулеподібне з бічним входом, відносно велике, розміщується в густих заростях, на висоті 12 м над землею. В кладці від 2 до 4 яєць. Інкубаційний період триває 18 днів, насиджує лише самиця. За пташенятами доглядають і самиці, і самці.